# Saint-Julien-la-Vêtre
Saint-Julien-la-Vêtre és un municipi francès situat al departament del Loira i a la regió d'Alvèrnia-Roine-Alps. L'any 2007 tenia 395 habitants.

## Demografia

### Població
El 2007 la població de fet de Saint-Julien-la-Vêtre era de 395 persones. Hi havia 154 famílies de les quals 44 eren unipersonals (12 homes vivint sols i 32 dones vivint soles), 39 parelles sense fills, 63 parelles amb fills i 8 famílies monoparentals amb fills.
La població ha evolucionat segons el següent gràfic:
Habitants censats

### Habitatges
El 2007 hi havia 303 habitatges, 165 eren l'habitatge principal de la família, 83 eren segones residències i 56 estaven desocupats. 277 eren cases i 24 eren apartaments. Dels 165 habitatges principals, 127 estaven ocupats pels seus propietaris, 31 estaven llogats i ocupats pels llogaters i 7 estaven cedits a títol gratuït; 5 tenien dues cambres, 27 en tenien tres, 56 en tenien quatre i 77 en tenien cinc o més. 107 habitatges disposaven pel capbaix d'una plaça de pàrquing. A 68 habitatges hi havia un automòbil i a 69 n'hi havia dos o més.

### Piràmide de població
La piràmide de població per edats i sexe el 2009 era:
| Homes | Edats   | Dones |
| ----- | ------- | ----- |
| 0     | 95 o +  | 0     |
| 0     | 90 a 94 | 0     |
| 0     | 85 a 89 | 4     |
| 0     | 80 a 84 | 12    |
| 16    | 75 a 79 | 16    |
| 4     | 70 a 74 | 12    |
| 4     | 65 a 69 | 4     |
| 16    | 60 a 64 | 16    |
| 0     | 55 a 59 | 4     |
| 32    | 50 a 54 | 24    |
| 20    | 45 a 49 | 12    |
| 24    | 40 a 44 | 24    |
| 20    | 35 a 39 | 12    |
| 20    | 30 a 34 | 16    |
| 16    | 25 a 29 | 16    |
| 12    | 20 a 24 | 24    |
| 24    | 15 a 19 | 12    |
| 12    | 10 a 14 | 16    |
| 8     | 5 a 9   | 16    |
| 4     | 0 a 4   | 0     |

## Economia
El 2007 la població en edat de treballar era de 268 persones, 186 eren actives i 82 eren inactives. De les 186 persones actives 164 estaven ocupades (91 homes i 73 dones) i 22 estaven aturades (7 homes i 15 dones). De les 82 persones inactives 35 estaven jubilades, 20 estaven estudiant i 27 estaven classificades com a «altres inactius».

### Ingressos
El 2009 a Saint-Julien-la-Vêtre hi havia 176 unitats fiscals que integraven 392 persones, la mediana anual d'ingressos fiscals per persona era de 15.166 €.

### Activitats econòmiques
Dels 28 establiments que hi havia el 2007, 1 era d'una empresa extractiva, 3 d'empreses de fabricació d'altres productes industrials, 6 d'empreses de construcció, 5 d'empreses de comerç i reparació d'automòbils, 1 d'una empresa de transport, 2 d'empreses d'hostatgeria i restauració, 1 d'una empresa d'informació i comunicació, 1 d'una empresa financera, 4 d'empreses immobiliàries, 3 d'empreses de serveis i 1 d'una entitat de l'administració pública.
Dels 7 establiments de servei als particulars que hi havia el 2009, 1 era un taller de reparació d'automòbils i de material agrícola, 2 paletes, 2 fusteries, 1 empresa de construcció i 1 agència immobiliària.
L'únic establiment comercial que hi havia el 2009 era una botiga de menys de 120 m².
L'any 2000 a Saint-Julien-la-Vêtre hi havia 14 explotacions agrícoles que ocupaven un total de 630 hectàrees.

## Poblacions més properes
El següent diagrama mostra les poblacions més properes.